# キジバト

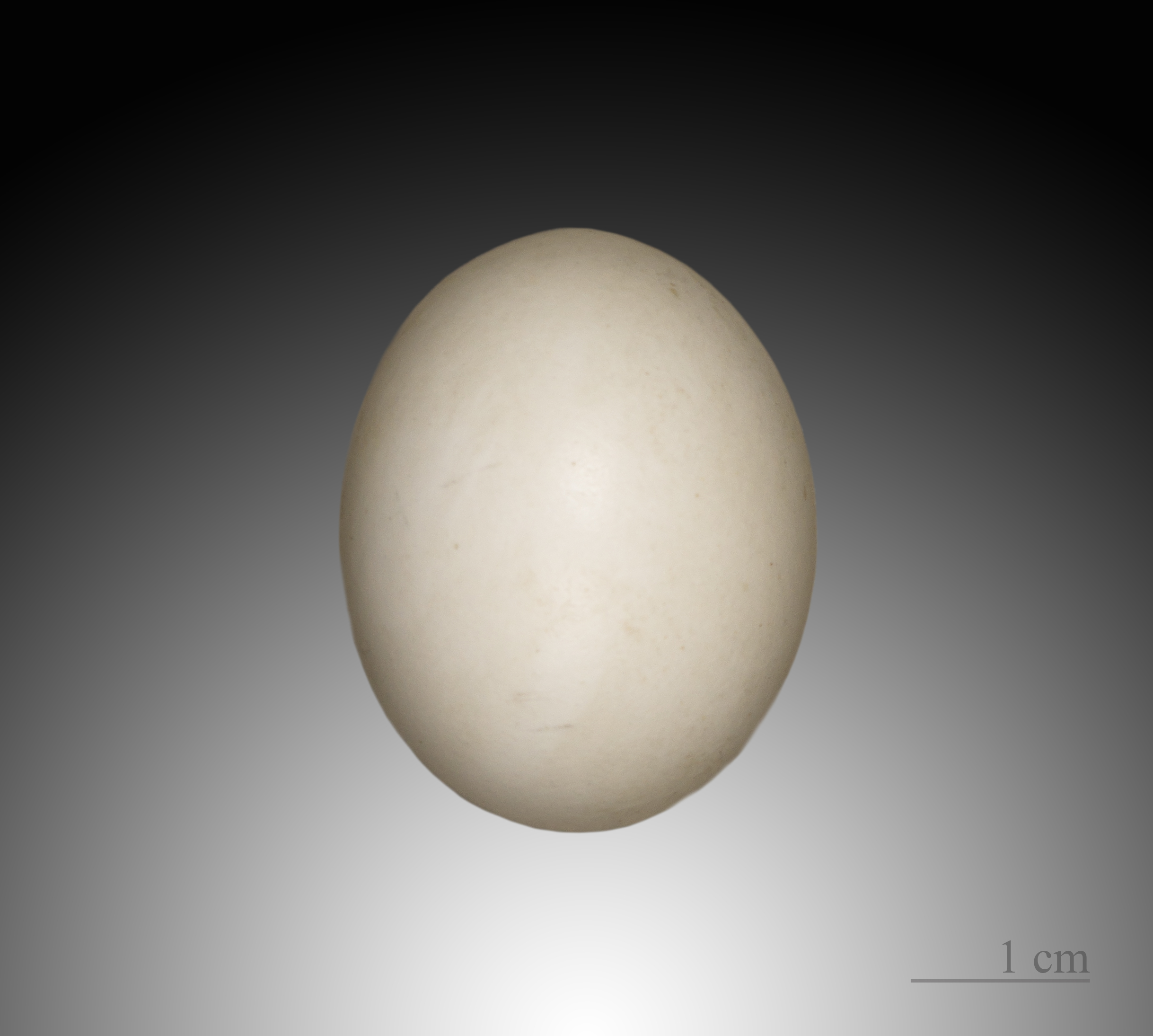
キジバトの卵

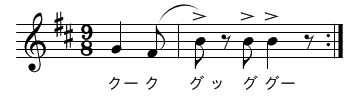
譜例：キジバトの雄のさえずり声
（この音程・リズムで正確に鳴くわけではない）

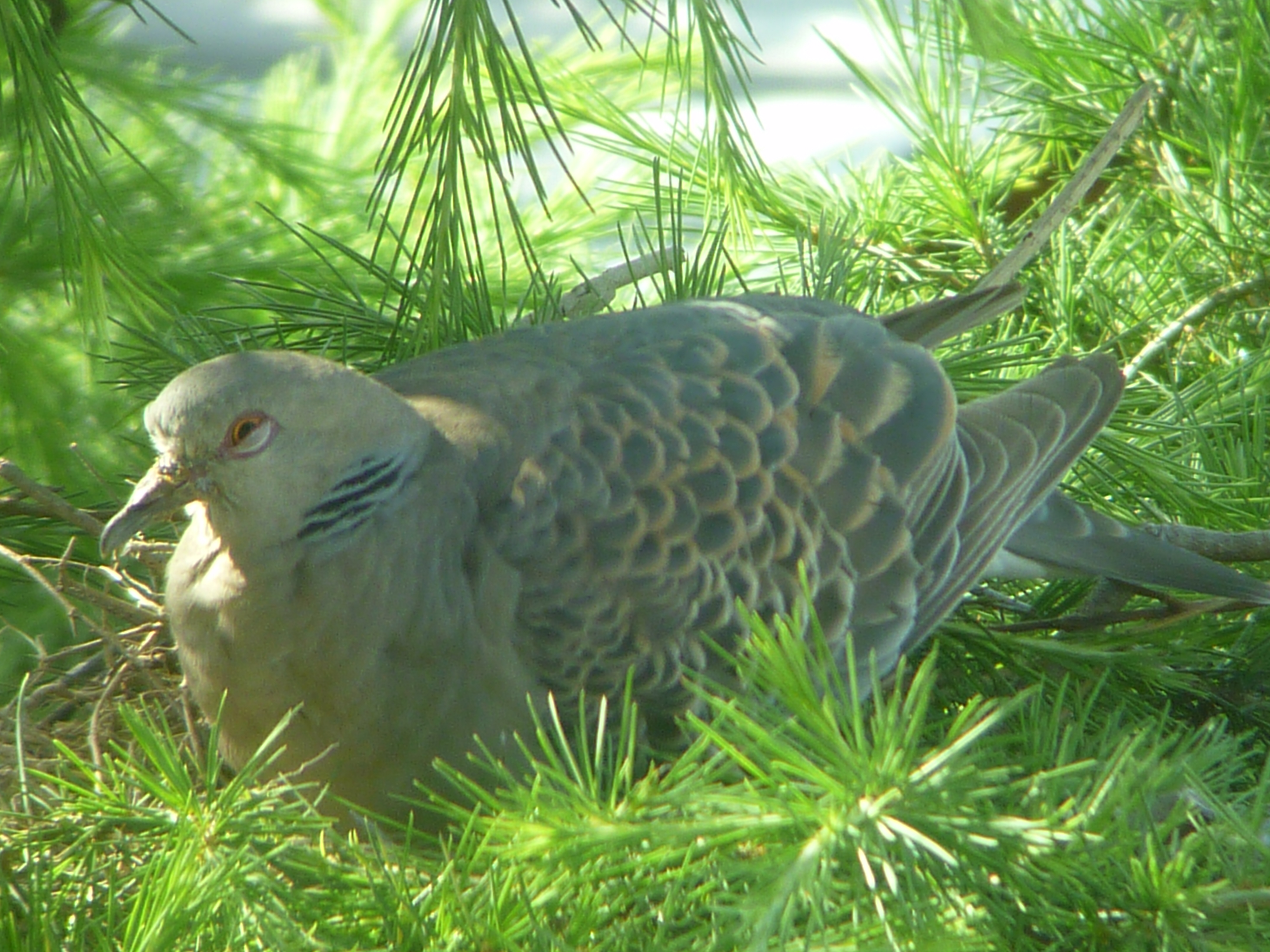
キジバトの巣（樹上）

キジバト（雉鳩、Streptopelia orientalis）は、鳥綱ハト目ハト科キジバト属に分類される鳥。別名ヤマバト。
和名の由来はキジの雌に体色が似ていることとされる。
キジバト類を表す英名 turtle dove はカメ（turtle）とは無関係であり、キジバトの鳴き声に基づくラテン語名 turtur に由来する。かつては turtle 単体でもキジバトを意味した。
種小名 orientalisは「東洋の」の意で本種の英名に付く Eastern と同義。

## 分布
ユーラシア大陸東部、日本。
日本では国内で繁殖する留鳥（北海道や本州北部に分布する個体群は越冬のため南下する夏鳥）。

## 形態
全長約33 cm。体色は雌雄同色で茶褐色から紫灰色。翼に、黒と赤褐色の鱗状の模様があるのが特徴。また頚部側面に青と白の横縞模様がある。目の周囲に赤く裸出している部分がある。

## 生態
平地から山地の明るい森林に生息するが、都市部でも普通に見られる。樹上に小枝等を組み合わせた皿状の巣を作るが、古巣を利用することも多く、人工建築物に営巣することもある。このため野良猫などの獲物になることも多い。
雄のさえずり声はかなり特徴的であり、主に早朝にさえずる。伝統的には「デーデー ポッポー」と表現され「ホーホー ホッホー」と表現する人もいる。さえずり声は個体によって音程などに違いがあり通常5音の発声であるが、4音でさえずる個体も確認される。人によっては譜例のようにさえずり声を8分の9拍子、付点4分音符=約72のテンポで「クーク グッググー」あるいは「ホーホ ホッホホー」と表現したほうがわかりやすいであろう。雌も雄ほどではないが上記のさえずり声を発する。
食性は雑食で主に果実や種子を食べるが昆虫類、貝類、ミミズ等も食べる。
繁殖期は春から夏が多いもののほぼ周年で行い、1回に2個の卵を産む。抱卵日数は15 - 16日。抱卵は夕方から朝までの夜間は雌、昼間は雄が行う。雛は孵化後、約15日で巣立つ。
一般的には番で見られることが多いが、繁殖がうまくいかなかった場合は、1シーズンで番を解消するパターンも多い。冬季には繁殖していない個体が群れを作ることもある。

## 亜種
- S.o.orientalis キジバト
- S.o.stimpsoni リュウキュウキジバト

## 人間との関係
日本においては鳥獣の保護及び管理並びに狩猟の適正化に関する法律の元で狩猟鳥に指定されている。ヤマバトという別名のとおり、かつては山岳地帯に生息し、めったに人前に姿を現さなかったが、1960年代に都市部での銃猟が制限されるようになってからあまり人間を恐れなくなり、1970年代には街路樹や建造物でも営巣するようになり、都市部への進出を果たした。ただし、外来種のカワラバトに比較すれば警戒心は遥かに強い。
耕地にまかれた豆などの種子を食害することもある。
切手の意匠にもなった。
- 1963年（昭和38年）11月20日発売　10円　鳥シリーズ
- 1992年（平成4年）11月30日発売　62円普通切手
- 2007年（平成19年）10月1日発売　80円普通切手 （2014年（平成26年）3月31日販売終了）[2][3]